# Asphalt 9: Legends
Asphalt Legends Unite is een videogame ontwikkeld door Gameloft. Het was tot augustus 2024 beter bekend als Asphalt 9: Legends. In dat jaar werd er een grootschalige upgrade gepland dat ook de naam en het logo veranderde.